# El Berrueco
El Berrueco est une commune de la communauté de Madrid, en Espagne.